# Platja de Punxéu
La Platja del Punxéu està en el concejo de Valdés, en l'occident del Principat d'Astúries (Espanya) i pertany al poble de Querúas. Forma part de la Costa Occidental d'Astúries i està emmarcada en el Paisatge protegit de la Costa Occidental d'Astúries.

## Descripció
La seva forma és semicircular, té una longitud d'uns 800 m i una amplària mitjana de 15 m. L'entorn és pràcticament verge i una perillositat mitjana. El jaç està format per palets i molt poques zones de sorres gruixudes. L'ocupació i urbanització són escasses.
Per accedir a la platja, més aviat a la part més accessible i agradable, cal arribar a Busto i després a Querúas on cal preguntar per “Corbeiros” que és la cala més coneguda. Abans de baixar a ella cal caminar uns 800 m per la limiti del penya-segat fins a arribar a una arbreda després de la qual està Punxéu. Per aconseguir l'arenal, cal baixar per l'extrem oest que a més coincideix que és el més fàcil dels accessos. També hi ha un accés pel centre de la cala per on baixen unes escales de fusta francament perilloses i gairebé verticals. La platja és coneguda també pel nom de Ferreiro doncs està dins de la gran petxina amb aquest nom. Finalment, dir que la baixada és molt perillosa i bastant deixa anar el que augmenta la probabilitat de tenir algun incident.